# Valašské Příkazy
Valašské Příkazy – gmina w Czechach, w powiecie Vsetín, w kraju zlińskim. Według danych z dnia 1 stycznia 2012 liczyła 299 mieszkańców.
Miejscowość położona jest w regionie etnograficznym Morawska Wołoszczyzna.